# Nedra goniosema
Nedra goniosema là một loài bướm đêm trong họ Noctuidae.